# Peter Vogel (Zoologe)
Peter Vogel (* 5. Februar 1942 in Bern; † 12. Januar 2015) war ein Schweizer Zoologe. Zu seinen Forschungsschwerpunkten gehörte die Säugetierfamilie der Spitzmäuse (Soricidae).

## Leben
Vogel wuchs in Bern auf und wurde bereits als Kind Mitglied der Bernischen Gesellschaft für Vogelkunde und Vogelschutz. 1959 lernte er seine spätere Frau kennen, die er 1966 heiratete. 1965 schrieb er für die Schweizer Zeitschrift Sterna seinen ersten Artikel mit dem Titel Vorkommen und Brutnachweis der Dickschnabellumme, Uria lomvia, auf Vedoy, Lofoten. Von 1966 bis 1970 studierte er an der Universität Basel, wo er mit einer Dissertation über die Morphologie und Ontogenese der Spitzmäuse zum Ph.D. promovierte. Während des Studiums absolvierte Vogel mehrere Praktika in Vogelschutzgebieten in der Schweiz, auf Sylt und in Norwegen. Von Herbst 1970 bis 1973 war er Direktor des Centre Suisse de Recherches Scientifiques in Abidjan in der Elfenbeinküste. In dieser Zeit studierte er die ökologischen Probleme von tropischen Kleinsäugern, insbesondere der Zwerg-Otterspitzmaus (Micropotamogale lamottei). Von 1973 bis 1979 lehrte er als ausserordentlicher Professor und von 1979 bis 2007 als ordentlicher Professor an der Universität Lausanne.
Von 1973 bis 1995 war er Direktor des Instituts für Zoologie und Ökologie an der Universität Lausanne. Seit 2007 war er Professor emeritus und Ehrenprofessor der Universität Lausanne. Zu Vogels Interessengebieten zählten die Wirbeltierbiologie, insbesondere die Ökologie von Säugetieren und Vögeln, die Entwicklung und die Reproduktionsbiologie, die Bioenergetik, die Körpertemperatur, die Phylogeographie der Spitzmäuse des Mittelmeerraumes und das Konkurrenzverhalten. 2011 gelang Vogel die Wiederentdeckung der Etruskerspitzmaus im Schweizer Kanton Tessin, eine Art, die 116 Jahre in diesem Land als verschollen gegolten hatte. Ferner gehörte er zu den Erstbeschreibern der Kanaren-Spitzmaus (Crocidura canariensis) von den Kanarischen Inseln, der Hutan-Spitzmaus (Crocidura hutanis) von Sumatra und Crocidura musseri von Sulawesi.

## Werke (Auswahl)
- Vergleichende Untersuchung zum Ontogenesemodus einheimischer Soriciden (Crocidura russula, Sorex araneus und Neomys fodiens). Philosophisch-Naturwissenschaftliche Fakultät der Universität Basel, 1972.